# Chiesa di Kashveti
La chiesa di San Giorgio (in georgiano წმიდა გიორგის სახელობის ტაძარი?, ts'minda giorgis sakhelobis t'adzari; comunemente nota come ქაშვეთი, Kashveti) è una chiesa ortodossa di Tbilisi, in Georgia. Si trova nel centro della città, di fronte all'edificio del parlamento georgiano, in Viale Rustaveli.

## Storia
La chiesa di Kashveti fu costruita tra il 1904 ed il 1910 dall'architetto Leopold Bilfeldt, il quale prese ispirazione dalla medievale cattedrale di Samtavisi. La costruzione fu finanziata dalla nobiltà e dalla borghesia locali. Il sito scelto per la realizzazione della chiesa ospitava una danneggiata chiesa in mattoni, fatta costruire nel 1753 dalla famiglia Amilakhvari. Un significativo contributo alla ricercata fisionomia della chiesa attuale fu dato da N. Agladze. Gli affreschi del tempio vennero dipinti dall'influente pittore georgiano Lado Gudiashvili nel 1947.
Il nome "Kashveti" deriva dalle parole georgiane "kva" (pietra) e "shva" (partorire). Secondo una leggenda il prominente monaco del VI secolo David Gareia (uno dei tredici padri assiri) fu accusato da una donna di averla ingravidata a Tbilisi. David allora profetizzò che la smentita a tale accusa sarebbe stata evidente quando la donna avrebbe partorito una pietra. Nel momento in cui questo avvenne, secondo la leggenda, il luogo ricevette il nome di "Kashveti".

## Galleria d'immagini

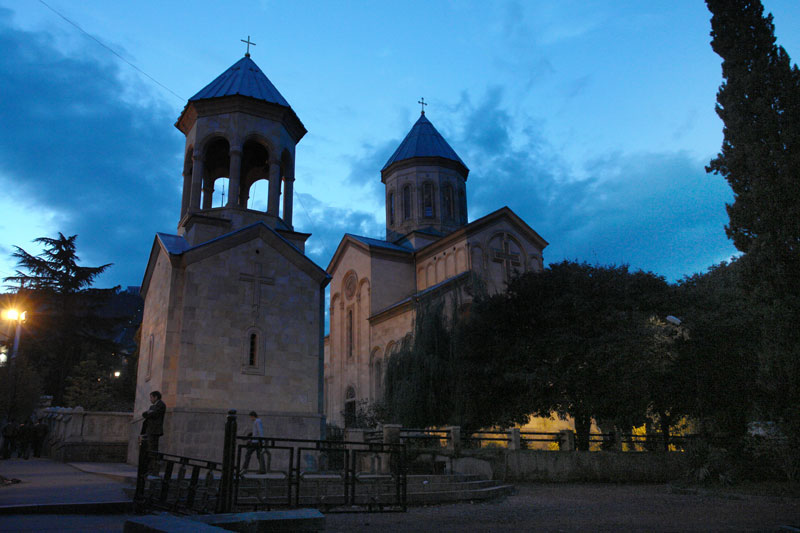
La chiesa e il campanile
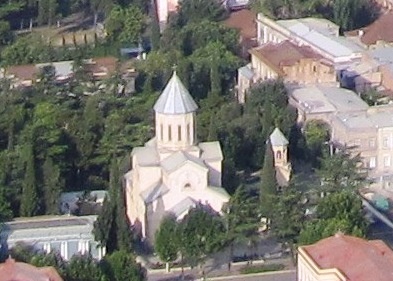
Veduta dall'alto
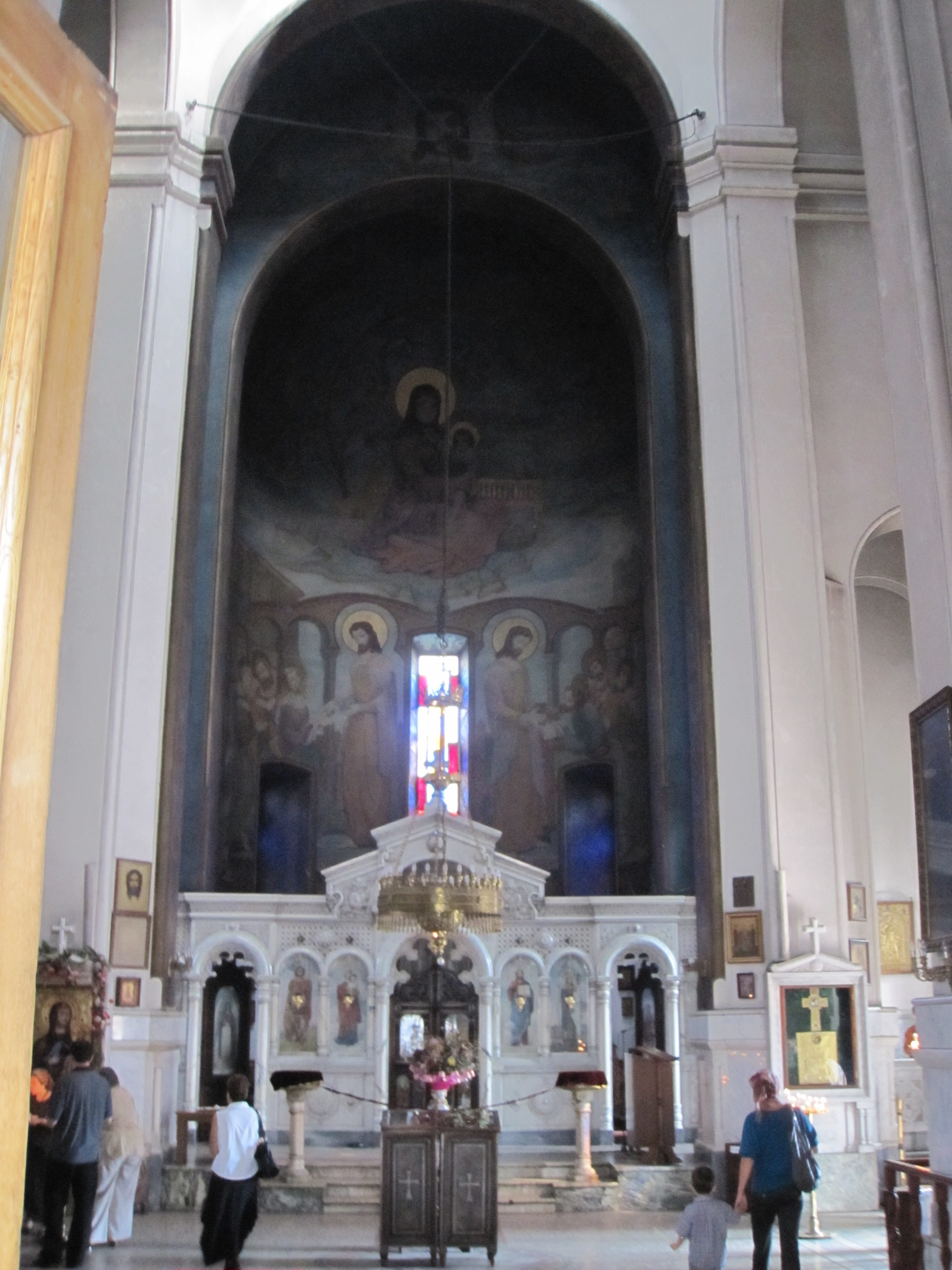
Interno della chiesa